# Gampfall

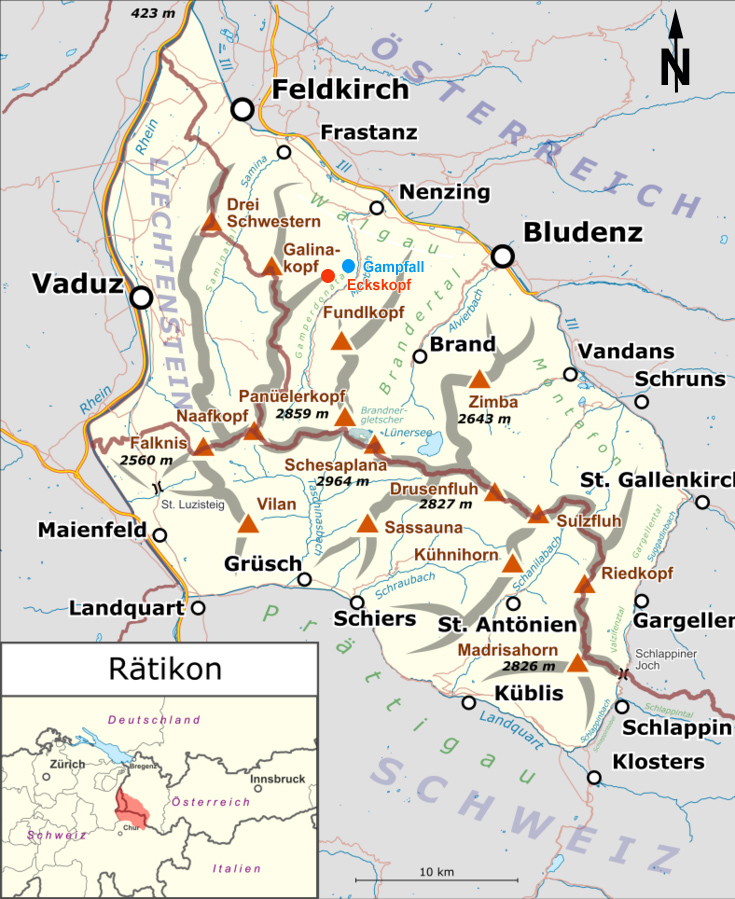
Lagekarte des Rätikons

Der Gampfall ist die bedeutendste Steilstufe des Gampbaches. Der Gampbach fällt hier auf eine Länge von rund 700 Meter Luftlinie in mehreren Stufen über eine Höhe von rund 500 Metern, bevor er im Gamperdonatal/Mengschlucht in die Meng mündet (Gewässerkilometer der Meng 5,51, bei etwa 765 m ü. A.). Der Gampfall liegt rund 3,5 km Luftlinie südwestlich vom Ortszentrum der Marktgemeinde Nenzing in Vorarlberg (Österreich) entfernt. Der Gampfall ist ein Naturdenkmal. Früher wurde Im Bereich der Gampalpe geschlagenes Holz über den Gampfall ins Mengtal und durch dieses weiter nach Nenzing zum Triftplatz geflößt.

## Ursprung
Der Gampbach entspringt unterhalb des Mattlerjochs (1867 m ü. A.), hat eine Gesamtlänge von 6,51 Kilometer und fließt über mehrere Steilstufen in die Meng. Der Weg des Gampbaches und die Steilstufe des Gampfalls wurden aufgrund der Erosionsanfälligkeit der sich hier befindlichen zwischeneiszeitlichen Schotterablagerungen begründet (sogenanntes: Bürser Konglomerat). Zudem konnte der eiszeitliche Hauptgletscher das Gamperdonatal weiter als das Gamptal ausschürfen, wodurch diese bedeutende Steilstufe am Talausgang des Gamptals entstand.

## Wandern
Der Gampfall kann vom Aussichtspunkt Buderhöhe, Abzweigung eines Fußweges vom Gamperdonaweg, am besten im Gesamten betrachtet werden. Der Gamperdonaweg ist für den öffentlichen Kfz-Verkehr grundsätzlich ab der Mautstelle Stellfeder gesperrt (Taxidienste werden angeboten). Eine Forststraße führt ab Bazul oberhalb der Mengschlucht und an der Triegelhütte (1144 m ü. A.) vorbei bis auf etwa 1450 m Höhe und kommt in ihrem oberen Teil nahe an den Gampbach heran. Eine in etwa 1260 m Höhe abzweigende Stichstraße führt bis nahe an den Bach.
Der Gampfall und der Gampbach sowie die Meng / Mengschlucht sind in diesem Bereich nur schwer zugänglich. Dominiert wird der Gampfall vom südlich gelegenen Eckskopf (1563 m ü. A.).